# Південна печера (Росія, Башкортостан)
Південна (рос. Южная) — печера в Башкортостані, Росія. Печера вертикального типу простягання. Загальна протяжність — 47 м. Глибина печери становить 38 м. Категорія складності проходження ходів печери — 1. Печера відноситься до Кутукського підрайону Бельсько-Нугуського району Південної області Західноуральської спелеологічної провінції.